# گئورگی افتیموف
گئورگی افتیموف (انگلیسی: Georgi Eftimov; ۲۴ مارس ۱۹۳۱ – ۱۴ مهٔ ۱۹۹۰) بازیکن فوتبال بود.
وی همچنین در تیم ملی فوتبال بلغارستان بازی کرده است.